# NBA Playoffs 1996
Gli NBA Playoff 1996 si conclusero con la vittoria dei Chicago Bulls (campioni della Eastern Conference) che sconfissero i campioni della Western Conference, i Seattle SuperSonics.

## Squadre qualificate

### Eastern Conference
1. Chicago Bulls
2. Orlando Magic
3. Indiana Pacers
4. Cleveland Cavaliers
5. N.Y. Knicks
6. Atlanta Hawks
7. Detroit Pistons
8. Miami Heat

### Western Conference
1. Seattle S.Sonics
2. San Antonio Spurs
3. Utah Jazz
4. L.A. Lakers
5. Houston Rockets
6. Portland T. Blazers
7. Phoenix Suns
8. Sacramento Kings

## Tabellone
|  | Primo turno | Primo turno         | Primo turno         |                    |                     | Semifinali di Conference | Semifinali di Conference | Semifinali di Conference |  |   | Finali di conference | Finali di conference | Finali di conference |  |    | Finali NBA         | Finali NBA | Finali NBA |
|  |             |                     |                     |                    |                     |                          |                          |                          |  |   |                      |                      |                      |  |    |                    |            |            |
|  | 1           | Seattle S.Sonics *  | 3                   |                    |                     |                          |                          |                          |  |   |                      |                      |                      |  |    |                    |            |            |
|  | 8           | Sacramento Kings    | 1                   |                    |                     |                          |                          |                          |  |   |                      |                      |                      |  |    |                    |            |            |
|  | 8           | Sacramento Kings    | 1                   |                    | 1                   | Seattle S.Sonics *       | 4                        |                          |  |   |                      |                      |                      |  |    |                    |            |            |
|  |             |                     |                     |                    | 1                   | Seattle S.Sonics *       | 4                        |                          |  |   |                      |                      |                      |  |    |                    |            |            |
|  |             | 5                   | Houston Rockets     | 0                  |                     |                          |                          |                          |  |   |                      |                      |                      |  |    |                    |            |            |
|  | 4           | 5                   | Houston Rockets     | 0                  | L.A. Lakers         | 1                        |                          |                          |  |   |                      |                      |                      |  |    |                    |            |            |
|  | 4           |                     |                     |                    | L.A. Lakers         | 1                        |                          |                          |  |   |                      |                      |                      |  |    |                    |            |            |
|  | 5           | Houston Rockets     | 3                   |                    |                     |                          |                          |                          |  |   |                      |                      |                      |  |    |                    |            |            |
|  | 5           | Houston Rockets     | 3                   |                    |                     |                          |                          |                          |  | 1 | Seattle S.Sonics *   | 4                    |                      |  |    |                    |            |            |
|  |             |                     |                     | Western Conference |                     |                          |                          |                          |  | 1 | Seattle S.Sonics *   | 4                    |                      |  |    |                    |            |            |
|  |             | 3                   | Utah Jazz           | 3                  |                     |                          |                          |                          |  |   |                      |                      |                      |  |    |                    |            |            |
|  | 3           | 3                   | Utah Jazz           | 3                  | Utah Jazz           | 3                        |                          |                          |  |   |                      |                      |                      |  |    |                    |            |            |
|  | 3           |                     |                     |                    | Utah Jazz           | 3                        |                          |                          |  |   |                      |                      |                      |  |    |                    |            |            |
|  | 6           | Portland T. Blazers | 2                   |                    |                     |                          |                          |                          |  |   |                      |                      |                      |  |    |                    |            |            |
|  | 6           | Portland T. Blazers | 2                   |                    | 3                   | Utah Jazz                | 4                        |                          |  |   |                      |                      |                      |  |    |                    |            |            |
|  |             |                     |                     |                    | 3                   | Utah Jazz                | 4                        |                          |  |   |                      |                      |                      |  |    |                    |            |            |
|  |             | 2                   | San Antonio Spurs * | 2                  |                     |                          |                          |                          |  |   |                      |                      |                      |  |    |                    |            |            |
|  | 2           | 2                   | San Antonio Spurs * | 2                  | San Antonio Spurs * | 3                        |                          |                          |  |   |                      |                      |                      |  |    |                    |            |            |
|  | 2           |                     |                     |                    | San Antonio Spurs * | 3                        |                          |                          |  |   |                      |                      |                      |  |    |                    |            |            |
|  | 7           | Phoenix Suns        | 1                   |                    |                     |                          |                          |                          |  |   |                      |                      |                      |  |    |                    |            |            |
|  | 7           | Phoenix Suns        | 1                   |                    |                     |                          |                          |                          |  |   |                      |                      |                      |  | W1 | Seattle S.Sonics * | 2          |            |
|  |             |                     |                     |                    |                     |                          |                          |                          |  |   |                      |                      |                      |  | W1 | Seattle S.Sonics * | 2          |            |
|  |             | E1                  | Chicago Bulls *     | 4                  |                     |                          |                          |                          |  |   |                      |                      |                      |  |    |                    |            |            |
|  | 1           | E1                  | Chicago Bulls *     | 4                  | Chicago Bulls *     | 3                        |                          |                          |  |   |                      |                      |                      |  |    |                    |            |            |
|  | 1           |                     |                     |                    | Chicago Bulls *     | 3                        |                          |                          |  |   |                      |                      |                      |  |    |                    |            |            |
|  | 8           | Miami Heat          | 0                   |                    |                     |                          |                          |                          |  |   |                      |                      |                      |  |    |                    |            |            |
|  | 8           | Miami Heat          | 0                   |                    | 1                   | Chicago Bulls *          | 4                        |                          |  |   |                      |                      |                      |  |    |                    |            |            |
|  |             |                     |                     |                    | 1                   | Chicago Bulls *          | 4                        |                          |  |   |                      |                      |                      |  |    |                    |            |            |
|  |             | 5                   | N.Y. Knicks         | 1                  |                     |                          |                          |                          |  |   |                      |                      |                      |  |    |                    |            |            |
|  | 4           | 5                   | N.Y. Knicks         | 1                  | Cleveland Cavaliers | 0                        |                          |                          |  |   |                      |                      |                      |  |    |                    |            |            |
|  | 4           |                     |                     |                    | Cleveland Cavaliers | 0                        |                          |                          |  |   |                      |                      |                      |  |    |                    |            |            |
|  | 5           | N.Y. Knicks         | 3                   |                    |                     |                          |                          |                          |  |   |                      |                      |                      |  |    |                    |            |            |
|  | 5           | N.Y. Knicks         | 3                   |                    |                     |                          |                          |                          |  | 1 | Chicago Bulls *      | 4                    |                      |  |    |                    |            |            |
|  |             |                     |                     | Eastern Conference |                     |                          |                          |                          |  | 1 | Chicago Bulls *      | 4                    |                      |  |    |                    |            |            |
|  |             | 2                   | Orlando Magic *     | 0                  |                     |                          |                          |                          |  |   |                      |                      |                      |  |    |                    |            |            |
|  | 3           | 2                   | Orlando Magic *     | 0                  | Indiana Pacers      | 2                        |                          |                          |  |   |                      |                      |                      |  |    |                    |            |            |
|  | 3           |                     |                     |                    | Indiana Pacers      | 2                        |                          |                          |  |   |                      |                      |                      |  |    |                    |            |            |
|  | 6           | Atlanta Hawks       | 3                   |                    |                     |                          |                          |                          |  |   |                      |                      |                      |  |    |                    |            |            |
|  | 6           | Atlanta Hawks       | 3                   |                    | 6                   | Atlanta Hawks            | 1                        |                          |  |   |                      |                      |                      |  |    |                    |            |            |
|  |             |                     |                     |                    | 6                   | Atlanta Hawks            | 1                        |                          |  |   |                      |                      |                      |  |    |                    |            |            |
|  |             | 2                   | Orlando Magic *     | 4                  |                     |                          |                          |                          |  |   |                      |                      |                      |  |    |                    |            |            |
|  | 2           | 2                   | Orlando Magic *     | 4                  | Orlando Magic *     | 3                        |                          |                          |  |   |                      |                      |                      |  |    |                    |            |            |
|  | 2           |                     |                     |                    | Orlando Magic *     | 3                        |                          |                          |  |   |                      |                      |                      |  |    |                    |            |            |
|  | 7           | Detroit Pistons     | 0                   |                    |                     |                          |                          |                          |  |   |                      |                      |                      |  |    |                    |            |            |

Legenda
- * Vincitore Division
- "Grassetto" Vincitore serie
- "Corsivo" Squadra con fattore campo

## Eastern Conference

### Primo turno

#### (1) Chicago Bulls - (8) Miami Heat
RISULTATO FINALE: 3-0
| Arbitri: | Joe Forte Luis Grillo Steve Javie |

|                                |          |                |
| M. Jordan 35                   | Punti    | T. Hardaway 30 |
| S. Pippen, T. Kukoč, S. Kerr 3 | Assist   | T. Hardaway 7  |
| D. Rodman 10                   | Rimbalzi | C. Gatling 9   |

| Arbitri: | Mike Mathis Paul Mihalak Bill Oakes |

|              |          |                 |
| M. Jordan 29 | Punti    | S. Danilovic 15 |
| S. Pippen 8  | Assist   | T. Hardaway 4   |
| S. Pippen 8  | Rimbalzi | C. Gatling 11   |

| Arbitri: | Dick Bavetta Ron Olesiak Bennett Salvatore |

|                          |          |              |
| A. Mourning 30           | Punti    | M. Jordan 26 |
| T. Hardaway 6            | Assist   | S. Pippen 10 |
| A. Mourning, K. Thomas 8 | Rimbalzi | S. Pippen 18 |

PRECEDENTI IN REGULAR SEASON
| Regular Season 1995-96 | Chicago Bulls | 3 – 1                                                           | Miami Heat | Referto 1 - Referto 2 - Referto 3 - Referto 4 |
| Chicago Bulls 102 Miami Heat 113 Miami Heat 92 Chicago Bulls 100 Punti 80 Miami Heat 104 Chicago Bulls 110 Chicago Bulls 92 Miami Heat |               |                                                                 |            |                                               |
| |               |                                                                 |            |                                               |
| Chicago Bulls 102 Miami Heat 113 Miami Heat 92 Chicago Bulls 100                                                                       | Punti         | 80 Miami Heat 104 Chicago Bulls 110 Chicago Bulls 92 Miami Heat |            |                                               |

PRECEDENTI NEI PLAYOFF
|  | Chicago Bulls (1992) | 1 – 0 | Miami Heat |  |

#### (2) Orlando Magic - (7) Detroit Pistons
RISULTATO FINALE: 3-0
| Arbitri: | Mike Mathis Paul Mihalak Bill Oakes |

|             |          |                                 |
| D. Scott 23 | Punti    | G. Hill 21                      |
| B. Shaw 11  | Assist   | A. Houston, G. Hill, T. Mills 4 |
| H. Grant 13 | Rimbalzi | G. Hill 11                      |

| Arbitri: | Joe Forte Steve Javie Ron Olesiak |

|               |          |               |
| S. O'Neal 29  | Punti    | A. Houston 23 |
| A. Hardaway 8 | Assist   | O. Thorpe 3   |
| H. Grant 10   | Rimbalzi | O. Thorpe 16  |

| Arbitri: | Nolan Fine Hue Hollins Ed Middleton |

|               |          |                |
| A. Houston 33 | Punti    | A. Hardaway 24 |
| J. Dumars 7   | Assist   | A. Hardaway 5  |
| O. Thorpe 13  | Rimbalzi | H. Grant 16    |

PRECEDENTI IN REGULAR SEASON
| Regular Season 1995-96 | Orlando Magic | 3 – 1                                                                   | Detroit Pistons | Referto 1 - Referto 2 - Referto 3 - Referto 4 |
| Orlando Magic 96 Detroit Pistons 79 Detroit Pistons 97 Orlando Magic 113 Punti 95 Detroit Pistons 94 Orlando Magic 83 Orlando Magic 91 Detroit Pistons |               |                                                                         |                 |                                               |
| |               |                                                                         |                 |                                               |
| Orlando Magic 96 Detroit Pistons 79 Detroit Pistons 97 Orlando Magic 113                                                                               | Punti         | 95 Detroit Pistons 94 Orlando Magic 83 Orlando Magic 91 Detroit Pistons |                 |                                               |

PRECEDENTI NEI PLAYOFF

Si è trattata della prima sfida tra le due squadre ai playoff.

#### (3) Indiana Pacers - (6) Atlanta Hawks
RISULTATO FINALE: 2-3
| Arbitri: | Dan Crawford David Jones Bennett Salvatore |

|             |          |               |
| R. Smits 19 | Punti    | S. Smith 27   |
| R. Pierce 5 | Assist   | M. Blaylock 9 |
| D. Davis 12 | Rimbalzi | G. Long 14    |

| Arbitri: | Joe DeRosa Ron Garretson Ed T. Rush |

|              |          |               |
| R. Smits 29  | Punti    | S. Smith 25   |
| M. Jackson 9 | Assist   | M. Blaylock 7 |
| D. Davis 12  | Rimbalzi | C. Laettner 9 |

| Arbitri: | Jim Clark Hugh Evans Jack Nies |

|               |          |                       |
| S. Smith 26   | Punti    | R. Smits, D. McKey 13 |
| M. Blaylock 7 | Assist   | M. Jackson 6          |
| C. Laettner 8 | Rimbalzi | D. Davis 10           |

| Arbitri: | Hue Hollins Bill Oakes Don Vaden |

|               |          |              |
| S. Smith 19   | Punti    | R. Smits 17  |
| M. Blaylock 5 | Assist   | M. Jackson 5 |
| G. Long 12    | Rimbalzi | D. Davis 9   |

| Arbitri: | Dick Bavetta Bob Delaney Jess Kersey |

|              |          |                                |
| R. Miller 29 | Punti    | M. Blaylock 23                 |
| M. Jackson 8 | Assist   | S. Smith, G. Long, R. Jordan 3 |
| D. Davis 13  | Rimbalzi | C. Laettner 11                 |

PRECEDENTI IN REGULAR SEASON
| Regular Season 1995-96 | Indiana Pacers | 3 – 1                                                                  | Atlanta Hawks | Referto 1 - Referto 2 - Referto 3 - Referto 4 |
| Atlanta Hawks 106 Atlanta Hawks 102 Indiana Pacers 107 Indiana Pacers 97 Punti 111 Indiana Pacers 93 Indiana Pacers 90 Atlanta Hawks 95 Atlanta Hawks |                |                                                                        |               |                                               |
| |                |                                                                        |               |                                               |
| Atlanta Hawks 106 Atlanta Hawks 102 Indiana Pacers 107 Indiana Pacers 97                                                                              | Punti          | 111 Indiana Pacers 93 Indiana Pacers 90 Atlanta Hawks 95 Atlanta Hawks |               |                                               |

PRECEDENTI NEI PLAYOFF
|  | Indiana Pacers (1994, 1995) | 2 – 1 | Atlanta Hawks (1987) |  |

#### (4) Cleveland Cavaliers - (5) New York Knicks
RISULTATO FINALE: 0-3
| Arbitri: | Joe DeRosa Ron Garretson Ed T. Rush |

|                          |          |                                  |
| T. Brandon 18            | Punti    | P. Ewing 23                      |
| T. Brandon, D. Majerle 5 | Assist   | D. Harper, A. Mason, J. Starks 7 |
| M. Cage 8                | Rimbalzi | P. Ewing, A. Mason, J. Starks 7  |

| Arbitri: | Dan Crawford David Jones Bennett Salvatore |

|               |          |                       |
| T. Brandon 21 | Punti    | A. Mason 23           |
| T. Brandon 12 | Assist   | J. Starks 7           |
| M. Cage 8     | Rimbalzi | P. Ewing, A. Mason 12 |

| Arbitri: | Mike Mathis Jack Nies Tommy Nunez Sr. |

|                                  |          |               |
| J. Starks 22                     | Punti    | T. Brandon 19 |
| C. Oakley, A. Mason, J. Starks 4 | Assist   | T. Brandon 7  |
| P. Ewing 10                      | Rimbalzi | M. Cage 12    |

PRECEDENTI IN REGULAR SEASON
| Regular Season 1995-96 | Cleveland Cavaliers | 3 – 1                                                                                | N.Y. Knicks | Referto 1 - Referto 2 - Referto 3 - Referto 4 |
| Cleveland Cavaliers 84 New York Knicks 76 New York Knicks 97 Cleveland Cavaliers 92 Punti 94 New York Knicks 86 Cleveland Cavaliers 101 Cleveland Cavaliers 77 New York Knicks |                     |                                                                                      |             |                                               |
| |                     |                                                                                      |             |                                               |
| Cleveland Cavaliers 84 New York Knicks 76 New York Knicks 97 Cleveland Cavaliers 92                                                                                            | Punti               | 94 New York Knicks 86 Cleveland Cavaliers 101 Cleveland Cavaliers 77 New York Knicks |             |                                               |

PRECEDENTI NEI PLAYOFF
|  | Cleveland Cavaliers | 0 – 2 | N.Y. Knicks (1978, 1995) |  |

### Semifinali

#### (1) Chicago Bulls - (5) New York Knicks
RISULTATO FINALE: 4-1
| Arbitri: | Joey Crawford Eddie F. Rush Don Vaden |

|              |          |             |
| M. Jordan 44 | Punti    | P. Ewing 21 |
| S. Pippen 7  | Assist   | D. Harper 5 |
| D. Rodman 12 | Rimbalzi | P. Ewing 16 |

| Arbitri: | Bernie Fryer Jess Kersey Jack Nies |

|              |          |              |
| M. Jordan 28 | Punti    | P. Ewing 23  |
| S. Pippen 6  | Assist   | D. Harper 5  |
| D. Rodman 19 | Rimbalzi | C. Oakley 11 |

| Arbitri: | Joe DeRosa Hue Hollins Ed T. Rush |

|                        |          |              |
| J. Starks 30           | Punti    | M. Jordan 46 |
| J. Starks 6            | Assist   | S. Pippen 6  |
| P. Ewing, C. Oakley 13 | Rimbalzi | D. Rodman 16 |

| Arbitri: | Mike Mathis Ed Middleton Bill Oakes |

|             |          |              |
| P. Ewing 29 | Punti    | M. Jordan 27 |
| D. Harper 5 | Assist   | M. Jordan 8  |
| P. Ewing 10 | Rimbalzi | D. Rodman 9  |

| Arbitri: | Dick Bavetta Steve Javie Ronnie Nunn |

|                        |          |              |
| M. Jordan 35           | Punti    | P. Ewing 22  |
| M. Jordan, R. Harper 5 | Assist   | D. Harper 6  |
| D. Rodman 12           | Rimbalzi | C. Oakley 13 |

PRECEDENTI IN REGULAR SEASON
| Regular Season 1995-96 | Chicago Bulls | 3 – 1                                                                   | N.Y. Knicks | Referto 1 - Referto 2 - Referto 3 - Referto 4 |
| Chicago Bulls 101 New York Knicks 79 New York Knicks 104 Chicago Bulls 107 Punti 94 New York Knicks 99 Chicago Bulls 72 Chicago Bulls 86 New York Knicks |               |                                                                         |             |                                               |
| |               |                                                                         |             |                                               |
| Chicago Bulls 101 New York Knicks 79 New York Knicks 104 Chicago Bulls 107                                                                               | Punti         | 94 New York Knicks 99 Chicago Bulls 72 Chicago Bulls 86 New York Knicks |             |                                               |

PRECEDENTI NEI PLAYOFF
|  | Chicago Bulls (1981, 1989, 1991, 1992, 1993) | 5 – 1 | N.Y. Knicks (1994) |  |

#### (2) Orlando Magic - (6) Atlanta Hawks
RISULTATO FINALE: 4-1
| Arbitri: | Joey Crawford Ronnie Nunn Bennett Salvatore |

|                          |          |                |
| S. O'Neal 41             | Punti    | S. Augmon 23   |
| S. O'Neal, A. Hardaway 6 | Assist   | S. Smith 9     |
| S. O'Neal 13             | Rimbalzi | A. Henderson 8 |

| Arbitri: | Hugh Evans Joe Forte Don Vaden |

|               |          |                |
| S. O'Neal 28  | Punti    | M. Blaylock 25 |
| A. Hardaway 7 | Assist   | S. Smith 5     |
| H. Grant 11   | Rimbalzi | C. Laettner 6  |

| Arbitri: | Dick Bavetta Steve Javie Jack Nies |

|                |          |               |
| C. Laettner 26 | Punti    | S. O'Neal 24  |
| M. Blaylock 8  | Assist   | A. Hardaway 6 |
| G. Long 13     | Rimbalzi | S. O'Neal 12  |

| Arbitri: | Dan Crawford Joe DeRosa Ed T. Rush |

|                |          |                          |
| S. Smith 35    | Punti    | H. Grant, A. Hardaway 29 |
| M. Blaylock 11 | Assist   | A. Hardaway 11           |
| G. Long 7      | Rimbalzi | H. Grant 9               |

| Arbitri: | Bob Delaney Hue Hollins Mike Mathis |

|                       |          |               |
| S. O'Neal 27          | Punti    | G. Long 24    |
| S. O'Neal, D. Scott 4 | Assist   | M. Blaylock 7 |
| S. O'Neal 15          | Rimbalzi | G. Long 13    |

PRECEDENTI IN REGULAR SEASON
| Regular Season 1995-96 | Orlando Magic | 2 – 2                                                                | Atlanta Hawks | Referto 1 - Referto 2 - Referto 3 - Referto 4 |
| Atlanta Hawks 124 Atlanta Hawks 96 Orlando Magic 108 Orlando Magic 119 Punti 91 Orlando Magic 84 Orlando Magic 95 Atlanta Hawks 104 Atlanta Hawks |               |                                                                      |               |                                               |
| |               |                                                                      |               |                                               |
| Atlanta Hawks 124 Atlanta Hawks 96 Orlando Magic 108 Orlando Magic 119                                                                            | Punti         | 91 Orlando Magic 84 Orlando Magic 95 Atlanta Hawks 104 Atlanta Hawks |               |                                               |

PRECEDENTI NEI PLAYOFF

Si è trattata della prima sfida tra le due squadre ai playoff.

### Finale

#### (1) Chicago Bulls - (2) Orlando Magic
RISULTATO FINALE: 4-0
| Arbitri: | Hugh Evans Ron Garretson Bennett Salvatore |

|              |          |                |
| M. Jordan 21 | Punti    | A. Hardaway 38 |
| T. Kukoč 10  | Assist   | S. O'Neal 6    |
| D. Rodman 21 | Rimbalzi | S. O'Neal 6    |

| Arbitri: | Joey Crawford Ed Middleton Bill Oakes |

|              |          |              |
| M. Jordan 35 | Punti    | S. O'Neal 36 |
| S. Pippen 9  | Assist   | B. Shaw 6    |
| D. Rodman 12 | Rimbalzi | S. O'Neal 16 |

| Arbitri: | Steve Javie Eddie F. Rush Ed T. Rush |

|                          |          |              |
| A. Hardaway 18           | Punti    | S. Pippen 27 |
| A. Hardaway, S. O'Neal 3 | Assist   | S. Pippen 7  |
| S. O'Neal 12             | Rimbalzi | D. Rodman 16 |

| Arbitri: | Dick Bavetta Dan Crawford Hue Hollins |

|                           |          |              |
| A. Hardaway, S. O'Neal 28 | Punti    | M. Jordan 45 |
| A. Hardaway 8             | Assist   | S. Pippen 8  |
| S. O'Neal 9               | Rimbalzi | D. Rodman 9  |

PRECEDENTI IN REGULAR SEASON
| Regular Season 1995-96 | Chicago Bulls | 3 – 1                                                                | Orlando Magic | Referto 1 - Referto 2 - Referto 3 - Referto 4 |
| Orlando Magic 94 Chicago Bulls 112 Chicago Bulls 111 Orlando Magic 86 Punti 88 Chicago Bulls 103 Orlando Magic 91 Orlando Magic 90 Chicago Bulls |               |                                                                      |               |                                               |
| |               |                                                                      |               |                                               |
| Orlando Magic 94 Chicago Bulls 112 Chicago Bulls 111 Orlando Magic 86                                                                            | Punti         | 88 Chicago Bulls 103 Orlando Magic 91 Orlando Magic 90 Chicago Bulls |               |                                               |

PRECEDENTI NEI PLAYOFF
|  | Chicago Bulls | 0 – 1 | Orlando Magic (1995) |  |

## Western Conference

### Primo turno

#### (1) Seattle SuperSonics - (8) Sacramento Kings
RISULTATO FINALE: 3-1
| Arbitri: | Hue Hollins Jack Nies Tommy Nunez Sr. |

|               |          |                |
| G. Payton 29  | Punti    | M. Richmond 18 |
| G. Payton 9   | Assist   | M. Richmond 4  |
| E. Johnson 10 | Rimbalzi | O. Polynice 9  |

| Arbitri: | Bob Delaney Jess Kersey Derrick Stafford |

|             |          |                             |
| S. Kemp 21  | Punti    | M. Richmond 37              |
| G. Payton 7 | Assist   | Š. Marčiulionis, B. Owens 5 |
| S. Kemp 8   | Rimbalzi | O. Polynice 16              |

| Arbitri: | Dan Crawford Joe Forte Greg Willard |

|                |          |               |
| M. Richmond 24 | Punti    | S. Perkins 17 |
| B. Owens 6     | Assist   | G. Payton 7   |
| O. Polynice 14 | Rimbalzi | S. Kemp 9     |

| Arbitri: | Ron Garretson Steve Javie Eddie F. Rush |

|                         |          |               |
| L. Simmons 24           | Punti    | G. Payton 29  |
| L. Simmons 3            | Assist   | D. Schrempf 9 |
| O. Polynice, M. Smith 9 | Rimbalzi | D. Schrempf 9 |

PRECEDENTI IN REGULAR SEASON
| Regular Season 1995-96 | Seattle S.Sonics | 4 – 0                                                                                   | Sacramento Kings | Referto 1 - Referto 2 - Referto 3 - Referto 4 |
| Sacramento Kings 103 Seattle SuperSonics 104 Sacramento Kings 110 Seattle SuperSonics 108 Punti 120 Seattle SuperSonics 91 Sacramento Kings 112 Seattle SuperSonics 89 Sacramento Kings |                  |                                                                                         |                  |                                               |
| |                  |                                                                                         |                  |                                               |
| Sacramento Kings 103 Seattle SuperSonics 104 Sacramento Kings 110 Seattle SuperSonics 108                                                                                               | Punti            | 120 Seattle SuperSonics 91 Sacramento Kings 112 Seattle SuperSonics 89 Sacramento Kings |                  |                                               |

PRECEDENTI NEI PLAYOFF

Si è trattata della prima sfida tra le due squadre ai playoff.

#### (2) San Antonio Spurs - (7) Phoenix Suns
RISULTATO FINALE: 3-1
| Arbitri: | Nolan Fine Jess Kersey Eddie F. Rush |

|                 |          |               |
| V. Del Negro 29 | Punti    | C. Barkley 26 |
| A. Johnson 18   | Assist   | K. Johnson 11 |
| W. Perdue 9     | Rimbalzi | C. Barkley 12 |

| Arbitri: | Hue Hollins Ed Middleton Don Vaden |

|                |          |               |
| D. Robinson 40 | Punti    | C. Barkley 30 |
| A. Johnson 15  | Assist   | K. Johnson 16 |
| D. Robinson 21 | Rimbalzi | C. Barkley 20 |

| Arbitri: | Bob Delaney Ed T. Rush Greg Willard |

|               |          |                |
| C. Barkley 25 | Punti    | D. Robinson 22 |
| K. Johnson 8  | Assist   | V. Del Negro 8 |
| C. Barkley 13 | Rimbalzi | W. Perdue 9    |

| Arbitri: | Hugh Evans Bernie Fryer Bennett Salvatore |

|               |          |                |
| C. Barkley 21 | Punti    | D. Robinson 30 |
| K. Johnson 8  | Assist   | A. Johnson 13  |
| C. Barkley 9  | Rimbalzi | D. Robinson 9  |

PRECEDENTI IN REGULAR SEASON
| Regular Season 1995-96 | San Antonio Spurs | 3 – 1                                                                       | Phoenix Suns | Referto 1 - Referto 2 - Referto 3 - Referto 4 |
| San Antonio Spurs 101 Phoenix Suns 100 San Antonio Spurs 97 Phoenix Suns 111 Punti 93 Phoenix Suns 105 San Antonio Spurs 83 Phoenix Suns 104 San Antonio Spurs |                   |                                                                             |              |                                               |
| |                   |                                                                             |              |                                               |
| San Antonio Spurs 101 Phoenix Suns 100 San Antonio Spurs 97 Phoenix Suns 111                                                                                   | Punti             | 93 Phoenix Suns 105 San Antonio Spurs 83 Phoenix Suns 104 San Antonio Spurs |              |                                               |

PRECEDENTI NEI PLAYOFF
|  | San Antonio Spurs | 0 – 2 | Phoenix Suns (1992, 1993) |  |

#### (3) Utah Jazz - (6) Portland Trail Blazers
RISULTATO FINALE: 3-2
| Arbitri: | Terry Durham Hugh Evans Bernie Fryer |

|                |          |                  |
| K. Malone 33   | Punti    | R. Strickland 27 |
| J. Stockton 23 | Assist   | R. Strickland 12 |
| K. Malone 9    | Rimbalzi | C. Dudley 10     |

| Arbitri: | Dick Bavetta Ken Mauer Ronnie Nunn |

|                |          |                 |
| K. Malone 30   | Punti    | A. Sabonis 26   |
| J. Stockton 16 | Assist   | R. Strickland 7 |
| K. Malone 14   | Rimbalzi | A. Sabonis 12   |

| Arbitri: | Bob Delaney Jess Kersey Derrick Stafford |

|                 |          |                |
| A. Sabonis 27   | Punti    | K. Malone 35   |
| R. Strickland 8 | Assist   | J. Stockton 11 |
| A. Sabonis 12   | Rimbalzi | D. Benoit 11   |

| Arbitri: | Dan Crawford Joe DeRosa Joe Forte |

|                  |          |                        |
| R. Strickland 27 | Punti    | J. Hornacek 30         |
| R. Strickland 7  | Assist   | J. Stockton 11         |
| A. Sabonis 13    | Rimbalzi | K. Malone, C. Morris 6 |

| Arbitri: | Ron Garretson Steve Javie Ed T. Rush |

|                |          |                 |
| K. Malone 25   | Punti    | A. Sabonis 14   |
| J. Stockton 11 | Assist   | R. Strickland 8 |
| K. Malone 10   | Rimbalzi | A. Sabonis 8    |

PRECEDENTI IN REGULAR SEASON
| Regular Season 1995-96 | Utah Jazz | 3 – 1                                                                           | Portland T. Blazers | Referto 1 - Referto 2 - Referto 3 - Referto 4 |
| Portland Trail Blazers 109 Utah Jazz 114 Utah Jazz 96 Portland Trail Blazers 94 Punti 105 Utah Jazz 104 Portland Trail Blazers 72 Portland Trail Blazers 98 Utah Jazz |           |                                                                                 |                     |                                               |
| |           |                                                                                 |                     |                                               |
| Portland Trail Blazers 109 Utah Jazz 114 Utah Jazz 96 Portland Trail Blazers 94                                                                                       | Punti     | 105 Utah Jazz 104 Portland Trail Blazers 72 Portland Trail Blazers 98 Utah Jazz |                     |                                               |

PRECEDENTI NEI PLAYOFF
|  | Utah Jazz (1988) | 1 – 2 | Portland T. Blazers (1991, 1992) |  |

#### (4) Los Angeles Lakers - (5) Houston Rockets
RISULTATO FINALE: 1-3
| Arbitri: | Dick Bavetta Ken Mauer Ronnie Nunn |

|                |          |                         |
| C. Ceballos 22 | Punti    | H. Olajuwon 33          |
| N. Van Exel 8  | Assist   | C. Drexler, K. Smith 4  |
| C. Ceballos 12 | Rimbalzi | H. Olajuwon, R. Horry 8 |

| Arbitri: | Terry Durham Hugh Evans Bernie Fryer |

|               |          |                         |
| M. Johnson 26 | Punti    | S. Cassell 22           |
| M. Johnson 5  | Assist   | S. Cassell 8            |
| V. Divac 12   | Rimbalzi | H. Olajuwon, R. Horry 7 |

| Arbitri: | Steve Javie Eddie F. Rush Don Vaden |

|                |          |                |
| H. Olajuwon 30 | Punti    | E. Campbell 18 |
| C. Drexler 11  | Assist   | M. Johnson 13  |
| R. Horry 10    | Rimbalzi | E. Campbell 10 |

| Arbitri: | Jim Clark Jess Kersey Ed Middleton |

|                           |          |                |
| H. Olajuwon 25            | Punti    | C. Ceballos 25 |
| C. Drexler, H. Olajuwon 7 | Assist   | N. Van Exel 11 |
| H. Olajuwon 11            | Rimbalzi | C. Ceballos 9  |

PRECEDENTI IN REGULAR SEASON
| Regular Season 1995-96 | L.A. Lakers | 1 – 3                                                                               | Houston Rockets | Referto 1 - Referto 2 - Referto 3 - Referto 4 |
| Houston Rockets 112 Los Angeles Lakers 101 Houston Rockets 96 Los Angeles Lakers 107 Punti 99 Los Angeles Lakers 100 Houston Rockets 94 Los Angeles Lakers 111 Houston Rockets |             |                                                                                     |                 |                                               |
| |             |                                                                                     |                 |                                               |
| Houston Rockets 112 Los Angeles Lakers 101 Houston Rockets 96 Los Angeles Lakers 107                                                                                           | Punti       | 99 Los Angeles Lakers 100 Houston Rockets 94 Los Angeles Lakers 111 Houston Rockets |                 |                                               |

PRECEDENTI NEI PLAYOFF
|  | L.A. Lakers (1990, 1991) | 2 – 2 | Houston Rockets (1981, 1986) |  |

### Semifinali

#### (1) Seattle SuperSonics - (5) Houston Rockets
RISULTATO FINALE: 4-0
| Arbitri: | Terry Durham Mike Mathis Ronnie Nunn |

|              |          |              |
| G. Payton 28 | Punti    | R. Horry 18  |
| G. Payton 7  | Assist   | K. Smith 5   |
| S. Kemp 12   | Rimbalzi | C. Drexler 9 |

| Arbitri: | Hugh Evans Paul Mihalak Bill Oakes |

|                          |          |                |
| D. Schrempf 21           | Punti    | C. Drexler 19  |
| D. Schrempf, G. Payton 5 | Assist   | K. Smith 7     |
| D. Schrempf, S. Kemp 10  | Rimbalzi | H. Olajuwon 16 |

| Arbitri: | Dick Bavetta Steve Javie Eddie F. Rush |

|                |          |              |
| C. Drexler 28  | Punti    | G. Payton 28 |
| K. Smith 11    | Assist   | G. Payton 8  |
| H. Olajuwon 13 | Rimbalzi | S. Kemp 18   |

| Arbitri: | Joey Crawford Bernie Fryer Ron Garretson |

|                          |          |              |
| H. Olajuwon 26           | Punti    | S. Kemp 32   |
| C. Drexler, S. Cassell 6 | Assist   | G. Payton 11 |
| C. Drexler 15            | Rimbalzi | S. Kemp 9    |

PRECEDENTI IN REGULAR SEASON
| Regular Season 1995-96 | Seattle S.Sonics | 4 – 0                                                                                           | Houston Rockets | Referto 1 - Referto 2 - Referto 3 - Referto 4 |
| Houston Rockets 103 Seattle SuperSonics 99 Seattle SuperSonics 118 Houston Rockets 106 Punti 104 Seattle SuperSonics (1 t.s.) 94 Houston Rockets 103 Houston Rockets 112 Seattle SuperSonics |                  |                                                                                                 |                 |                                               |
| |                  |                                                                                                 |                 |                                               |
| Houston Rockets 103 Seattle SuperSonics 99 Seattle SuperSonics 118 Houston Rockets 106 | Punti            | 104 Seattle SuperSonics (1 t.s.) 94 Houston Rockets 103 Houston Rockets 112 Seattle SuperSonics |                 |                                               |

PRECEDENTI NEI PLAYOFF
|  | Seattle S.Sonics (1982, 1987, 1989, 1993) | 4 – 0 | Houston Rockets |  |

#### (2) San Antonio Spurs - (3) Utah Jazz
RISULTATO FINALE: 2-4
| Arbitri: | Dick Bavetta Dan Crawford Derrick Stafford |

|                |          |                |
| D. Robinson 29 | Punti    | K. Malone 23   |
| A. Johnson 5   | Assist   | J. Stockton 19 |
| W. Perdue 7    | Rimbalzi | K. Malone 7    |

| Arbitri: | Hue Hollins Mike Mathis Ron Olesiak |

|                |          |                          |
| D. Robinson 24 | Punti    | K. Malone 24             |
| A. Johnson 10  | Assist   | J. Stockton 13           |
| D. Robinson 12 | Rimbalzi | K. Malone, G. Ostertag 8 |

| Arbitri: | Terry Durham Jess Kersey Bennett Salvatore |

|               |          |               |
| K. Malone 32  | Punti    | S. Elliott 17 |
| J. Stockton 7 | Assist   | A. Johnson 10 |
| K. Malone 11  | Rimbalzi | D. Robinson 9 |

| Arbitri: | Bob Delaney Hugh Evans Joe Forte |

|                |          |               |
| C. Morris 25   | Punti    | S. Elliott 22 |
| J. Stockton 10 | Assist   | A. Johnson 8  |
| A. Keefe 7     | Rimbalzi | C. Person 9   |

| Arbitri: | Joey Crawford Ron Garretson Bill Oakes |

|                |          |               |
| D. Robinson 24 | Punti    | K. Malone 24  |
| S. Elliott 8   | Assist   | J. Stockton 8 |
| D. Robinson 15 | Rimbalzi | K. Malone 12  |

| Arbitri: | Steve Javie Jack Nies Ed T. Rush |

|                |          |                              |
| K. Malone 25   | Punti    | D. Robinson, V. Del Negro 17 |
| J. Stockton 13 | Assist   | A. Johnson 8                 |
| K. Malone 13   | Rimbalzi | D. Robinson 8                |

PRECEDENTI IN REGULAR SEASON
| Regular Season 1995-96 | San Antonio Spurs | 3 – 1                                                                          | Utah Jazz | Referto 1 - Referto 2 - Referto 3 - Referto 4 |
| San Antonio Spurs 111 Utah Jazz 94 San Antonio Spurs 111 Utah Jazz 91 Punti 97 Utah Jazz 101 San Antonio Spurs 114 Utah Jazz (1 t.s.) 92 San Antonio Spurs |                   |                                                                                |           |                                               |
| |                   |                                                                                |           |                                               |
| San Antonio Spurs 111 Utah Jazz 94 San Antonio Spurs 111 Utah Jazz 91                                                                                      | Punti             | 97 Utah Jazz 101 San Antonio Spurs 114 Utah Jazz (1 t.s.) 92 San Antonio Spurs |           |                                               |

PRECEDENTI NEI PLAYOFF
|  | San Antonio Spurs | 0 – 1 | Utah Jazz (1994) |  |

PRECEDENTI NEI PLAYOFF ABA
|  | Dallas Chaparrals | 0 – 3 | Utah Stars (1970, 1971, 1972) |  |

### Finale

#### (1) Seattle SuperSonics - (3) Utah Jazz
RISULTATO FINALE: 4-3
| Arbitri: | Dick Bavetta Dan Crawford Eddie F. Rush |

|                       |          |               |
| S. Kemp, G. Payton 21 | Punti    | K. Malone 21  |
| G. Payton 7           | Assist   | J. Stockton 7 |
| S. Kemp 11            | Rimbalzi | K. Malone 8   |

| Arbitri: | Joe Forte Jess Kersey Ronnie Nunn |

|               |          |               |
| G. Payton 18  | Punti    | K. Malone 32  |
| G. Payton 8   | Assist   | J. Stockton 7 |
| N. McMillan 5 | Rimbalzi | K. Malone 13  |

| Arbitri: | Hue Hollins Mike Mathis Jack Nies |

|                           |          |                         |
| K. Malone, J. Hornacek 28 | Punti    | G. Payton 25            |
| J. Hornacek 8             | Assist   | G. Payton 3             |
| K. Malone 18              | Rimbalzi | G. Payton, H. Hawkins 6 |

| Arbitri: | Hugh Evans Ron Garretson Bennett Salvatore |

|                          |          |              |
| K. Malone 25             | Punti    | G. Payton 19 |
| K. Malone, J. Stockton 8 | Assist   | G. Payton 6  |
| K. Malone 12             | Rimbalzi | S. Kemp 9    |

| Arbitri: | Joey Crawford Ed Middleton Bill Oakes |

|              |          |               |
| G. Payton 31 | Punti    | K. Malone 29  |
| G. Payton 6  | Assist   | J. Stockton 6 |
| S. Kemp 13   | Rimbalzi | K. Malone 15  |

| Arbitri: | Steve Javie Jess Kersey Ed T. Rush |

|                |          |             |
| K. Malone 32   | Punti    | S. Kemp 26  |
| J. Stockton 12 | Assist   | G. Payton 7 |
| K. Malone 10   | Rimbalzi | S. Kemp 14  |

| Arbitri: | Dick Bavetta Hugh Evans Mike Mathis |

|             |          |                           |
| S. Kemp 26  | Punti    | K. Malone, J. Stockton 22 |
| G. Payton 5 | Assist   | K. Malone, J. Stockton 7  |
| S. Kemp 14  | Rimbalzi | J. Stockton 8             |

PRECEDENTI IN REGULAR SEASON
| Regular Season 1995-96 | Seattle S.Sonics | 3 – 1                                                                    | Utah Jazz | Referto 1 - Referto 2 - Referto 3 - Referto 4 |
| Utah Jazz 112 Seattle SuperSonics 94 Seattle SuperSonics 100 Utah Jazz 91 Punti 94 Seattle SuperSonics 93 Utah Jazz 98 Utah Jazz 100 Seattle SuperSonics |                  |                                                                          |           |                                               |
| |                  |                                                                          |           |                                               |
| Utah Jazz 112 Seattle SuperSonics 94 Seattle SuperSonics 100 Utah Jazz 91                                                                                | Punti            | 94 Seattle SuperSonics 93 Utah Jazz 98 Utah Jazz 100 Seattle SuperSonics |           |                                               |

PRECEDENTI NEI PLAYOFF
|  | Seattle S.Sonics (1993) | 1 – 1 | Utah Jazz (1992) |  |

## NBA Finals 1996

### Chicago Bulls - Seattle SuperSonics
RISULTATO FINALE
|  | Chicago Bulls | 4 – 2 | Seattle S.Sonics |  |

PRECEDENTI IN REGULAR SEASON
| Regular Season 1995-96                                                                 | Chicago Bulls | 1 – 1                                   | Seattle S.Sonics | Referto 1 - Referto 2 |
| Seattle SuperSonics 97 Chicago Bulls 113 Punti 92 Chicago Bulls 87 Seattle SuperSonics |               |                                         |                  |                       |
|                                                                                        |               |                                         |                  |                       |
| Seattle SuperSonics 97 Chicago Bulls 113                                               | Punti         | 92 Chicago Bulls 87 Seattle SuperSonics |                  |                       |

PRECEDENTI NEI PLAYOFF

Si è trattata della prima sfida tra le due squadre ai playoff.

#### Roster
| \| Pos. \| Num. \| Naz. \| Nome \| Altezza \| Peso \| Data nascita \| Provenienza \| \| ---- \| ---- \| ---- \| ---------------- \| ------- \| ------ \| ------------ \| --------------------------- \| \| G \| 0 \| \| Brown, Randy \| 188 cm \| 86 kg \| 22-05-1968 \| New Mexico State \| \| G/AP \| 30 \| \| Buechler, Jud \| 198 cm \| 100 kg \| 19-06-1968 \| Arizona \| \| A \| 35 \| \| Caffey, Jason \| 203 cm \| 116 kg \| 12-06-1973 \| Alabama \| \| C \| 53 \| \| Edwards, James \| 213 cm \| 102 kg \| 22-11-1955 \| Washington \| \| A/C \| 54 \| \| Haley, Jack \| 208 cm \| 109 kg \| 27-01-1964 \| UCLA \| \| G/AP \| 9 \| \| Harper, Ron \| 198 cm \| 84 kg \| 20-01-1964 \| Miami (OH) \| \| G \| 23 \| \| Jordan, Michael \| 198 cm \| 98 kg \| 17-02-1963 \| North Carolina \| \| G \| 25 \| \| Kerr, Steve \| 191 cm \| 79 kg \| 27-09-1965 \| Arizona \| \| A \| 7 \| \| Kukoč, Toni \| 208 cm \| 87 kg \| 18-09-1968 \| KK Split (Croatia) \| \| C \| 13 \| \| Longley, Luc \| 218 cm \| 120 kg \| 19-01-1969 \| New Mexico \| \| G/AP \| 33 \| \| Pippen, Scottie \| 203 cm \| 95 kg \| 25-09-1965 \| Central Arkansas \| \| A \| 91 \| \| Rodman, Dennis \| 201 cm \| 95 kg \| 13-05-1961 \| Southeastern Oklahoma State \| \| A/C \| 22 \| \| Salley, John \| 211 cm \| 104 kg \| 16-05-1964 \| Georgia Tech \| \| A \| 8 \| \| Simpkins, Dickey \| 206 cm \| 112 kg \| 06-04-1972 \| Providence \| \| G/AP \| 34 \| \| Wennington, Bill \| 213 cm \| 111 kg \| 26-12-1963 \| St. John's \| | Allenatore - Phil Jackson Assistente/i - Jim Cleamons (Vice-allenatore) - Tex Winter (Vice-allenatore) - Jimmy Rodgers (Vice-allenatore) - John Paxson (Vice-allenatore) - Chip Schaefer (Preparatore atletico) - Al Vermeil (Preparatore fisico) - Erik Helland (Assistente preparatore fisico) Legenda - (C) Capitano - (FA) Free agent - (S) Sospeso - (TW) Contratto Two-way - (GL) Assegnato a squadra G League affiliata - Infortunato Roster • Transazioni · Ultima transazione: 26 giugno 1996 |                        |                  |         |        |              |                             |
| Pos. | Num. | Naz.                   | Nome             | Altezza | Peso   | Data nascita | Provenienza                 |
| G | 0 | Stati Uniti (bandiera) | Brown, Randy     | 188 cm  | 86 kg  | 22-05-1968   | New Mexico State            |
| G/AP | 30 | Stati Uniti (bandiera) | Buechler, Jud    | 198 cm  | 100 kg | 19-06-1968   | Arizona                     |
| A | 35 | Stati Uniti (bandiera) | Caffey, Jason    | 203 cm  | 116 kg | 12-06-1973   | Alabama                     |
| C | 53 | Stati Uniti (bandiera) | Edwards, James   | 213 cm  | 102 kg | 22-11-1955   | Washington                  |
| A/C | 54 | Stati Uniti (bandiera) | Haley, Jack      | 208 cm  | 109 kg | 27-01-1964   | UCLA                        |
| G/AP | 9 | Stati Uniti (bandiera) | Harper, Ron      | 198 cm  | 84 kg  | 20-01-1964   | Miami (OH)                  |
| G | 23 | Stati Uniti (bandiera) | Jordan, Michael  | 198 cm  | 98 kg  | 17-02-1963   | North Carolina              |
| G | 25 | Stati Uniti (bandiera) | Kerr, Steve      | 191 cm  | 79 kg  | 27-09-1965   | Arizona                     |
| A | 7 | Croazia (bandiera)     | Kukoč, Toni      | 208 cm  | 87 kg  | 18-09-1968   | KK Split (Croatia)          |
| C | 13 | Australia (bandiera)   | Longley, Luc     | 218 cm  | 120 kg | 19-01-1969   | New Mexico                  |
| G/AP | 33 | Stati Uniti (bandiera) | Pippen, Scottie  | 203 cm  | 95 kg  | 25-09-1965   | Central Arkansas            |
| A | 91 | Stati Uniti (bandiera) | Rodman, Dennis   | 201 cm  | 95 kg  | 13-05-1961   | Southeastern Oklahoma State |
| A/C | 22 | Stati Uniti (bandiera) | Salley, John     | 211 cm  | 104 kg | 16-05-1964   | Georgia Tech                |
| A | 8 | Stati Uniti (bandiera) | Simpkins, Dickey | 206 cm  | 112 kg | 06-04-1972   | Providence                  |
| G/AP | 34 | Canada (bandiera)      | Wennington, Bill | 213 cm  | 111 kg | 26-12-1963   | St. John's                  |

| \| Pos. \| Num. \| Naz. \| Nome \| Altezza \| Peso \| Data nascita \| Provenienza \| \| ---- \| ---- \| ---- \| ----------------- \| ------- \| ------ \| ------------ \| -------------------- \| \| G/AP \| 2 \| \| Askew, Vincent \| 198 cm \| 95 kg \| 28-02-1966 \| Memphis \| \| A/C \| 34 \| \| Brickowski, Frank \| 206 cm \| 109 kg \| 14-08-1959 \| Penn State \| \| A \| 1 \| \| Ford, Sherell \| 201 cm \| 95 kg \| 26-08-1972 \| UIC \| \| G \| 33 \| \| Hawkins, Hersey \| 191 cm \| 86 kg \| 29-09-1966 \| Bradley \| \| C \| 50 \| \| Johnson, Ervin \| 211 cm \| 111 kg \| 21-12-1967 \| New Orleans \| \| A/C \| 40 \| \| Kemp, Shawn \| 208 cm \| 104 kg \| 26-11-1969 \| Trinity Valley CC \| \| G \| 10 \| \| McMillan, Nate \| 196 cm \| 88 kg \| 03-08-1964 \| North Carolina State \| \| G \| 20 \| \| Payton, Gary \| 193 cm \| 82 kg \| 23-07-1968 \| Oregon State \| \| A/C \| 14 \| \| Perkins, Sam \| 206 cm \| 107 kg \| 14-06-1961 \| North Carolina \| \| A/C \| 55 \| \| Scheffler, Steve \| 206 cm \| 113 kg \| 03-09-1967 \| Purdue \| \| A \| 11 \| \| Schrempf, Detlef \| 206 cm \| 97 kg \| 21-01-1963 \| Washington \| \| G \| 3 \| \| Snow, Eric \| 191 cm \| 86 kg \| 24-04-1973 \| Michigan State \| \| G/AP \| 25 \| \| Wingate, David \| 196 cm \| 84 kg \| 15-12-1963 \| Georgetown \| | Allenatore - George Karl Assistente/i - Tim Grgurich (Vice-allenatore) - Terry Stotts (Vice-allenatore) - Dwane Casey (Vice-allenatore) - Bob Weiss (Vice-allenatore) Legenda - (C) Capitano - (FA) Free agent - (S) Sospeso - (TW) Contratto Two-way - (GL) Assegnato a squadra G League affiliata - Infortunato Roster • Transazioni · Ultima transazione: 30 giugno 1996 |                        |                   |         |        |              |                      |
| Pos. | Num. | Naz.                   | Nome              | Altezza | Peso   | Data nascita | Provenienza          |
| G/AP | 2 | Stati Uniti (bandiera) | Askew, Vincent    | 198 cm  | 95 kg  | 28-02-1966   | Memphis              |
| A/C | 34 | Stati Uniti (bandiera) | Brickowski, Frank | 206 cm  | 109 kg | 14-08-1959   | Penn State           |
| A | 1 | Stati Uniti (bandiera) | Ford, Sherell     | 201 cm  | 95 kg  | 26-08-1972   | UIC                  |
| G | 33 | Stati Uniti (bandiera) | Hawkins, Hersey   | 191 cm  | 86 kg  | 29-09-1966   | Bradley              |
| C | 50 | Stati Uniti (bandiera) | Johnson, Ervin    | 211 cm  | 111 kg | 21-12-1967   | New Orleans          |
| A/C | 40 | Stati Uniti (bandiera) | Kemp, Shawn       | 208 cm  | 104 kg | 26-11-1969   | Trinity Valley CC    |
| G | 10 | Stati Uniti (bandiera) | McMillan, Nate    | 196 cm  | 88 kg  | 03-08-1964   | North Carolina State |
| G | 20 | Stati Uniti (bandiera) | Payton, Gary      | 193 cm  | 82 kg  | 23-07-1968   | Oregon State         |
| A/C | 14 | Stati Uniti (bandiera) | Perkins, Sam      | 206 cm  | 107 kg | 14-06-1961   | North Carolina       |
| A/C | 55 | Stati Uniti (bandiera) | Scheffler, Steve  | 206 cm  | 113 kg | 03-09-1967   | Purdue               |
| A | 11 | Germania (bandiera)    | Schrempf, Detlef  | 206 cm  | 97 kg  | 21-01-1963   | Washington           |
| G | 3 | Stati Uniti (bandiera) | Snow, Eric        | 191 cm  | 86 kg  | 24-04-1973   | Michigan State       |
| G/AP | 25 | Stati Uniti (bandiera) | Wingate, David    | 196 cm  | 84 kg  | 15-12-1963   | Georgetown           |

#### Risultati
| Arbitri: | Dan Crawford Joey Crawford Bennett Salvatore |

|                                                                                            |            |                                                                                                |
| M. Jordan 28                                                                               | Punti      | S. Kemp 32                                                                                     |
| R. Harper 7                                                                                | Assist     | G. Payton 6                                                                                    |
| D. Rodman 13                                                                               | Rimbalzi   | G. Payton 10                                                                                   |
| Harper, Jordan, Longley, Pippen, Rodman (Brown, Buechler, Kerr, Kukoč, Salley, Wennington) | Formazioni | Hawkins, Johnson, Kemp, Payton, Schrempf (Askew, Brickowski, McMillan, Perkins, Snow, Wingate) |

| Arbitri: | Hue Hollins Jess Kersey Ed T. Rush |

|                                                                                            |            |                                                                                      |
| M. Jordan 29                                                                               | Punti      | S. Kemp 29                                                                           |
| M. Jordan 8                                                                                | Assist     | G. Payton, D. Schrempf 3                                                             |
| D. Rodman 20                                                                               | Rimbalzi   | S. Kemp 13                                                                           |
| Harper, Jordan, Longley, Pippen, Rodman (Brown, Buechler, Kerr, Kukoč, Salley, Wennington) | Formazioni | Hawkins, Johnson, Kemp, Payton, Schrempf (Askew, Brickowski, Perkins, Snow, Wingate) |

| Arbitri: | Dick Bavetta Hugh Evans Steve Javie |

|                                                                                                 |            |                                                                                            |
| D. Schrempf 20                                                                                  | Punti      | M. Jordan 36                                                                               |
| G. Payton 9                                                                                     | Assist     | S. Pippen 9                                                                                |
| F. Brickowski, G. Payton 7                                                                      | Rimbalzi   | D. Rodman 10                                                                               |
| Hawkins, Johnson, Kemp, Payton, Schrempf (Askew, Brickowski, Perkins, Scheffler, Snow, Wingate) | Formazioni | Jordan, Kukoč, Longley, Pippen, Rodman (Brown, Buechler, Harper, Kerr, Salley, Wennington) |

| Arbitri: | Joey Crawford Mike Mathis Bill Oakes |

|                                                                                           |            |                                                                                            |
| S. Kemp 25                                                                                | Punti      | M. Jordan 23                                                                               |
| G. Payton 11                                                                              | Assist     | S. Pippen 8                                                                                |
| S. Kemp 11                                                                                | Rimbalzi   | D. Rodman 9                                                                                |
| Brickowski, Hawkins, Kemp, Payton, Schrempf (McMillan, Perkins, Scheffler, Snow, Wingate) | Formazioni | Harper, Jordan, Longley, Pippen, Rodman (Brown, Buechler, Kerr, Kukoč, Salley, Wennington) |

| Arbitri: | Hue Hollins Jess Kersey Ed T. Rush |

|                                                                                           |            |                                                                                            |
| G. Payton 23                                                                              | Punti      | M. Jordan 26                                                                               |
| G. Payton 6                                                                               | Assist     | S. Pippen 5                                                                                |
| S. Kemp 10                                                                                | Rimbalzi   | D. Rodman 12                                                                               |
| Brickowski, Hawkins, Kemp, Payton, Schrempf (McMillan, Perkins, Scheffler, Snow, Wingate) | Formazioni | Jordan, Kukoč, Longley, Pippen, Rodman (Brown, Buechler, Harper, Kerr, Salley, Wennington) |

| Arbitri: | Dick Bavetta Hugh Evans Steve Javie |

|                                                                                    |            |                                                                                                  |
| M. Jordan 22                                                                       | Punti      | D. Schrempf 23                                                                                   |
| M. Jordan 7                                                                        | Assist     | G. Payton 7                                                                                      |
| D. Rodman 19                                                                       | Rimbalzi   | S. Kemp 14                                                                                       |
| Harper, Jordan, Longley, Pippen, Rodman (Brown, Buechler, Kerr, Kukoč, Wennington) | Formazioni | Brickowski, Hawkins, Kemp, Payton, Schrempf (Askew, McMillan, Perkins, Scheffler, Snow, Wingate) |

| Campione NBA 1996       |
| ----------------------- |
| Chicago Bulls 4º titolo |

#### Hall of famer
| NBA Finals | Atleta         | Squadra          | Anno |            |
| ---------- | -------------- | ---------------- | ---- | ---------- |
| Giocatore  | Michael Jordan | Chicago Bulls    | 2009 | Giocatore  |
| Giocatore  | Scottie Pippen | Chicago Bulls    | 2010 | Giocatore  |
| Giocatore  | Dennis Rodman  | Chicago Bulls    | 2011 | Giocatore  |
| Giocatore  | Toni Kukoč     | Chicago Bulls    | 2021 | Giocatore  |
| Allenatore | Phil Jackson   | Chicago Bulls    | 2007 | Allenatore |
| Giocatore  | Gary Payton    | Seattle S.Sonics | 2013 | Giocatore  |
| Allenatore | Tex Winter     | Seattle S.Sonics | 2011 | Allenatore |

#### MVP delle Finali
- #23 Michael Jordan, Chicago Bulls.

## Squadra vincitrice

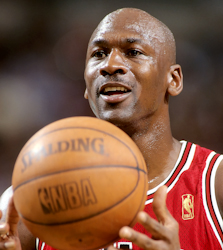
1. 23 Michael Jordan, Chicago Bulls.

| N° | Naz.                   | Ruolo | Sportivo        |  | Alt. |  |
| -- | ---------------------- | ----- | --------------- |  | ---- |  |
| 0  | Stati Uniti (bandiera) | P     | Randy Brown     |  | 188  |  |
| 7  | Croazia (bandiera)     | A     | Toni Kukoč      |  | 211  |  |
| 8  | Stati Uniti (bandiera) | AG    | Dickey Simpkins |  | 206  |  |
| 9  | Stati Uniti (bandiera) | G     | Ron Harper      |  | 198  |  |
| 13 | Australia (bandiera)   | C     | Luc Longley     |  | 218  |  |
| 22 | Stati Uniti (bandiera) | AG    | John Salley     |  | 211  |  |
| 23 | Stati Uniti (bandiera) | G     | Michael Jordan  |  | 198  |  |
| 25 | Stati Uniti (bandiera) | G     | Steve Kerr      |  | 185  |  |
| 30 | Stati Uniti (bandiera) | GA    | Jud Buechler    |  | 198  |  |
| 33 | Stati Uniti (bandiera) | AP    | Scottie Pippen  |  | 203  |  |
| 34 | Canada (bandiera)      | C     | Bill Wennington |  | 213  |  |
| 35 | Stati Uniti (bandiera) | AG    | Jason Caffey    |  | 203  |  |
| 53 | Stati Uniti (bandiera) | C     | James Edwards   |  | 213  |  |
| 54 | Stati Uniti (bandiera) | AG    | Jack Haley      |  | 209  |  |
| 91 | Stati Uniti (bandiera) | AG    | Dennis Rodman   |  | 203  |  |
|    | Stati Uniti (bandiera) | All.  | Phil Jackson    |  |      |  |

## Statistiche
Aggiornate al 3 ottobre 2021.
| Categoria | Singola prestazione          | Singola prestazione             | Singola prestazione | Media          | Media         | Media | Media |
| Categoria | Giocatore                    | Squadra                         | Max                 | Giocatore      | Squadra       | Media | PG    |
| --------- | ---------------------------- | ------------------------------- | ------------------- | -------------- | ------------- | ----- | ----- |
| Punti     | Michael Jordan               | Chicago Bulls                   | 46                  | Michael Jordan | Chicago Bulls | 30,7  | 18    |
| Rimbalzi  | Dennis Rodman David Robinson | Chicago Bulls San Antonio Spurs | 21                  | Dennis Rodman  | Chicago Bulls | 13,7  | 18    |
| Assist    | John Stockton                | Utah Jazz                       | 23                  | John Stockton  | Utah Jazz     | 10,8  | 18    |